# Aarwangen
Aarwangen är en ort och kommun i distriktet Oberaargau i kantonen Bern, Schweiz. Kommunen har 4 772 invånare (2023).